# Canton de Paimpol
Le canton de Paimpol est une circonscription électorale française située dans le département des Côtes-d'Armor et la région Bretagne.

## Histoire
- Le canton de Paimpol a été créé en 1790[1].

- De 1833 à 1840, les cantons de Paimpol et de Plouha avaient le même conseiller général. Le nombre de conseillers généraux était limité à 30 par département[5].

- Un nouveau découpage territorial des Côtes-d'Armor entre en vigueur à l'occasion des élections départementales de mars 2015, défini par le décret du 13 février 2014[4], en application des lois du 17 mai 2013 (loi organique 2013-402 et loi 2013-403)[6]. Les conseillers départementaux sont, à compter de ces élections, élus au scrutin majoritaire binominal mixte. Les électeurs de chaque canton élisent au Conseil départemental, nouvelle appellation du Conseil général, deux membres de sexe différent, qui se présentent en binôme de candidats. Les conseillers départementaux sont élus pour 6 ans au scrutin binominal majoritaire à deux tours, l'accès au second tour nécessitant 12,5 % des inscrits au 1er tour. En outre la totalité des conseillers départementaux est renouvelée. Ce nouveau mode de scrutin nécessite un redécoupage des cantons dont le nombre est divisé par deux avec arrondi à l'unité impaire supérieure si ce nombre n'est pas entier impair, assorti de conditions de seuils minimaux[7]. Dans les Côtes-d'Armor, le nombre de cantons passe ainsi de 52 à 27. Le nombre de communes du canton de Paimpol passe de 7 à 10.
- Le nouveau canton de Paimpol est formé de communes des anciens cantons de Paimpol (7 communes) et de Plouha (3 communes). Le canton est majoritairement inclus dans l'arrondissement de Saint-Brieuc à l'exception de la commune de l'Île de Bréhat qui se situe dans l'arrondissement de Saint-Brieuc[8]. Le bureau centralisateur est situé à Paimpol.

## Représentation

### Conseillers d'arrondissement (de 1833 à 1940)
| Période                                  | Période      | Identité                               | Étiquette                            | Qualité |
| ---------------------------------------- | ------------ | -------------------------------------- | ------------------------------------ | --- |
| 1833                                     | 1839         | Cyr Adolphe Marie Lamandour            |                                      | Notaire à Plounéour-Ménez, maire de Plounez                                                                 |
| 1839                                     | 1852         | Louis-Joseph-Victor Morand (1806-1860) |                                      | Armateur, adjoint au maire de Paimpol Premier paimpolais à envoyer un bateau pêcher la morue en Islande     |
| 1852                                     | 1871         | Pierre-Marie Scolan                    |                                      | Propriétaire à Ploubazlanec                                                                                 |
| 1871                                     | 1897 (décès) | Yves-Marie Maignou (1817-1897)         |                                      | Propriétaire, maire de Plounez                                                                              |
| 1897                                     | 1919         | Sylvain Bertho                         | Républicain ministériel puis Radical | Notaire Maire de Paimpol (1913-1919)                                                                        |
| 1919                                     | 1928         | Louis Menguy                           |                                      | Cultivateur Maire de Kerfot (1919-1930)                                                                     |
| 1928                                     | 1934         | Édouard Le Pellec                      | Radical                              | Conseiller municipal de Plounez                                                                             |
| 1934                                     | 1940         | Pierre-Yves Le Marrec                  | Conservateur                         | Cultivateur à Ploubazlanec, nommé maire par le Gouvernement de Vichy                                        |
| 1940                                     |              |                                        |                                      | Les conseils d'arrondissement ont été suspendus par la loi du 12 octobre 1940 et n'ont jamais été réactivés |
| Les données manquantes sont à compléter. |              |                                        |                                      | |

### Conseillers généraux de 1833 à 2015
| Période | Période      | Identité                                     | Étiquette                | Qualité                                                                                             |
| ------- | ------------ | -------------------------------------------- | ------------------------ | --------------------------------------------------------------------------------------------------- |
| 1833    | 1834 (décès) | Joseph Nicol                                 | Orléaniste               | Négociant, juge au Tribunal de commerce Maire de Paimpol                                            |
| 1834    | 1847         | Louis Le Saulnier de Saint-Jouan (1791-1856) | Orléaniste               | Négociant Maire de Binic Président du Conseil général                                               |
| 1847    | 1848         | Charles Louis Marie Armez                    | Majorité ministérielle   | Propriétaire à Plourivo Député (1834-1848)                                                          |
| 1848    | 1852         | Pierre-Marie Le Mesle du Porzou              |                          | Négociant, ancien capitaine d'artillerie maire de Paimpol                                           |
| 1852    | 1860 (décès) | Louis Joseph Victor Morand                   |                          | Négociant et armateur à Paimpol, conseiller d'arrondissement                                        |
| 1860    | 1870         | Jean-Baptiste Veillet-Dufrèche               |                          | Négociant, maire de Moncontour Propriétaire du château de Lorge                                     |
| 1870    | 1917 (décès) | Louis Armez (fils de Ch.Armez)               | Républicain              | Député (1876-1885 et 1889-1917) Maire de Plourivo (1871-1917) Président du Conseil Général          |
| 1917    | 1919         | siège vacant                                 |                          | |
| 1919    | 1935 (décès) | Jean Laurent                                 | Gauche radicale-Rad.ind. | Avocat et homme de lettres Député (1928-1932) Maire d'Yvias (1898-1935)                             |
| 1935    | 1937         | Frédéric Bonne                               | Républicain radical      | Industriel à Paimpol                                                                                |
| 1937    | 1940         | Max Meynard                                  | SFIO                     | Médecin Maire de Plouézec (1939-1944)                                                               |
|         |              |                                              |                          | |
| 1945    | 1949         | Albert Flouriot                              | PCF                      | Officier dans la Marine Nationale Maire de Plouézec (1947-1953)                                     |
| 1949    | 1957         | Eugène Hélary (1904-1972)                    | RGR                      | Ingénieur                                                                                           |
| 1957    | 1979         | Marcel Le Guyader                            | PSU puis PS              | Cultivateur Maire de Ploubazlanec (1935-1989)                                                       |
| 1979    | 1992         | Louis Conan                                  | PS                       | Agriculteur Conseiller municipal de Paimpol Suppléant du député Pierre-Yvon Trémel (1988-1993)      |
| 1992    | 2004         | Jean-Claude Vitel                            | DVD                      | Cadre Maire de Kerfot Suppléant du député Yvon Bonnot (1993-1997)                                   |
| 2004    | 2011         | Alain Le Guyader                             | PS                       | Ergothérapeute, maire de Plourivo (2001-2008) Suppléant de la députée Corinne Erhel (2007-2012)     |
| 2011    | 2015         | Éric Bothorel                                | PS                       | Cadre commercial, conseiller municipal de Paimpol Suppléant de la députée Corinne Erhel (2012-2017) |

### Conseillers départementaux après 2015
| Période élective | Période élective | Mandat | Mandat   | Identité                  | Nuance | Nuance | Qualité |
| ---------------- | ---------------- | ------ | -------- | ------------------------- | ------ | ------ | --- |
| 2015             | 2021             | 2015   | 2021     | Jean-Yves de Chaisemartin |        | UDI    | Maire de Paimpol (2008-2020) 3ème Vice-Président du Conseil départemental (Infrastructures, équipement du territoire, de la mer et du littoral)  |
| 2015             | 2021             | 2015   | 2021     | Monique Nicolas           |        | UDI    | Retraitée de la Mission locale Ouest Côtes-d'Armor Ancienne adjointe au maire d'Yvias                                                            |
| 2021             | 2028             | 2021   | en cours | Véronique Cadudal         |        | DVG    | Maire de Plourivo (depuis 2017) Conseillère communautaire de Guingamp-Paimpol Agglomération Avocate, 2ème vice-présidente déléguée à l'Autonomie |
| 2021             | 2028             | 2021   | en cours | Gilles Pagny              |        | DVG    | Retraité de la marine marchande Maire de Plouézec (depuis 2023), ancien premier adjoint                                                          |

### Résultats détaillés

#### Élections de mars 2015
À l'issue du 1er tour des élections départementales de 2015, deux binômes sont en ballottage : Jean-Yves de Chaisemartin et Monique Nicolas (UDI, 33,56 %) et Éric Bothorel et Martine Le Morvan (Union de la Gauche, 30,61 %). Le taux de participation est de 56,28 % (9 339 votants sur 16 593 inscrits) contre 56,24 % au niveau départementalet 50,17 % au niveau national.
Au second tour, Jean-Yves de Chaisemartin et Monique Nicolas (UDI) sont élus avec 50,13 % des suffrages exprimés et un taux de participation de 56,19 % (4 281 voix pour 9 324 votants et 16 593 inscrits).

#### Élections de juin 2021
Le premier tour des élections départementales de 2021 est marqué par un très faible taux de participation (33,26 % au niveau national). Dans le canton de Paimpol, ce taux de participation est de 42,06 % (7 118 votants sur 16 924 inscrits) contre 39,37 % au niveau départemental. À l'issue de ce premier tour, deux binômes sont en ballottage : Véronique Cadudal et Gilles Pagny (DVG, 44,26 %) et Soizic Dalmard et Yannick Le Bars (DVD, 28,13 %).
Le second tour des élections est marqué une nouvelle fois par une abstention massive équivalente au premier tour. Les taux de participation sont de 34,3 % au niveau national, 40,31 % dans le département et 42,81 % dans le canton de Paimpol. Véronique Cadudal et Gilles Pagny (DVG) sont élus avec 59,95 % des suffrages exprimés (4 026 voix pour 7 246 votants et 16 925 inscrits),,.

## Composition

### Composition avant 2015

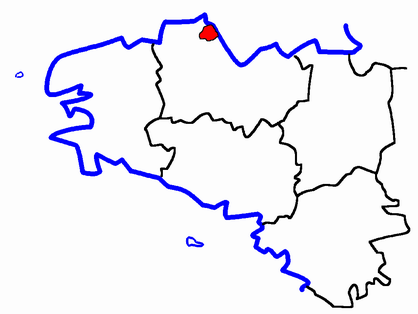
Situation du canton de Paimpol dans le département des Côtes-d'Armor avant 2015.

Le canton de Paimpol regroupait sept communes.
| Nom                 | Code Insee | Codepostal | Superficie (km2) | Population (dernière pop. légale) | Densité (hab./km2) |
| ------------------- | ---------- | ---------- | ---------------- | --------------------------------- | ------------------ |
| Paimpol (chef-lieu) | 22162      | 22500      | 23,61            | 7 293 (2012)                      | 309                |
| Île-de-Bréhat       | 22016      | 22870      | 3,09             | 404 (2012)                        | 131                |
| Kerfot              | 22086      | 22500      | 5,71             | 684 (2012)                        | 120                |
| Yvias               | 22390      | 22930      | 11,61            | 749 (2012)                        | 65                 |
| Ploubazlanec        | 22210      | 22620      | 15,04            | 3 125 (2012)                      | 208                |
| Plouézec            | 22214      | 22470      | 27,87            | 3 296 (2012)                      | 118                |
| Plourivo            | 22233      | 22860      | 28,35            | 2 218 (2012)                      | 78                 |

### Composition à partir de 2015
Le nouveau canton de Paimpol comprend 10 communes entières.
| Nom                             | Code Insee | Intercommunalité                  | Superficie (km2) | Population (dernière pop. légale) | Densité (hab./km2) | Modifier                                    |
| ------------------------------- | ---------- | --------------------------------- | ---------------- | --------------------------------- | ------------------ | ------------------------------------------- |
| Paimpol (bureau centralisateur) | 22162      | CA Guingamp-Paimpol Agglomération | 23,61            | 7 266 (2022)                      | 308                | modifier les données · modifier les données |
| Île-de-Bréhat                   | 22016      | -                                 | 3,09             | 427 (2022)                        | 138                | modifier les données · modifier les données |
| Kerfot                          | 22086      | CA Guingamp-Paimpol Agglomération | 5,71             | 634 (2022)                        | 111                | modifier les données · modifier les données |
| Lanleff                         | 22108      | CA Guingamp-Paimpol Agglomération | 2,16             | 121 (2022)                        | 56                 | modifier les données · modifier les données |
| Lanloup                         | 22109      | CA Guingamp-Paimpol Agglomération | 2,45             | 251 (2022)                        | 102                | modifier les données · modifier les données |
| Pléhédel                        | 22178      | CA Guingamp-Paimpol Agglomération | 12,36            | 1 317 (2022)                      | 107                | modifier les données · modifier les données |
| Ploubazlanec                    | 22210      | CA Guingamp-Paimpol Agglomération | 15,04            | 2 985 (2022)                      | 198                | modifier les données · modifier les données |
| Plouézec                        | 22214      | CA Guingamp-Paimpol Agglomération | 27,87            | 3 129 (2022)                      | 112                | modifier les données · modifier les données |
| Plourivo                        | 22233      | CA Guingamp-Paimpol Agglomération | 28,35            | 2 267 (2022)                      | 80                 | modifier les données · modifier les données |
| Yvias                           | 22390      | CA Guingamp-Paimpol Agglomération | 11,61            | 770 (2022)                        | 66                 | modifier les données · modifier les données |
| Canton de Paimpol               | 2211       |                                   | 132,25           | 19 167 (2022)                     | 145                | modifier les données                        |

## Démographie

### Démographie avant 2015
| 1962   | 1968   | 1975   | 1982   | 1990   | 1999   | 2006   | 2011   | 2012   |
| ------ | ------ | ------ | ------ | ------ | ------ | ------ | ------ | ------ |
| 18 889 | 18 397 | 18 501 | 18 444 | 18 353 | 18 079 | 18 172 | 18 020 | 17 769 |

### Démographie depuis 2015
En 2022, le canton comptait 19 167 habitants, en évolution de +0,01 % par rapport à 2016 (Côtes-d'Armor : +1,78 %, France hors Mayotte : +2,11 %).
| 2013   | 2018   | 2022   |
| ------ | ------ | ------ |
| 19 359 | 19 090 | 19 167 |